# Natação no Campeonato Mundial de Esportes Aquáticos de 2015 - 200 m peito feminino
A prova dos 200 metros peito feminino da natação no Campeonato Mundial de Esportes Aquáticos de 2015 ocorreu nos dias 6 de agosto e 7 de agosto em Cazã na Rússia.

## Recordes
Antes desta competição, os recordes mundiais e do campeonato nesta prova eram os seguintes:
| Tipo                  | Atleta                | Tempo   | Local     | Data                |
| --------------------- | --------------------- | ------- | --------- | ------------------- |
|                       | Rikke Møller Pedersen | 2:19.11 | Barcelona | 1 de agosto de 2013 |
| Recorde do campeonato | Rikke Møller Pedersen | 2:19.11 | Barcelona | 1 de agosto de 2013 |

## Medalhistas
| Ouro                  | Prata                | Bronze                                                               |
| Kanako Watanabe (JPN) | Micah Lawrence (USA) | Jessica Vall (ESP) · Rikke Møller Pedersen (DEN) · Shi Jinglin (CHN) |

## Resultados

### Eliminatórias
Esses foram os resultados das eliminatórias.
| Pos. | Bateria | Raia | Nadadora                  | Nacionalidade  | Tempo   | Notas            |
| ---- | ------- | ---- | ------------------------- | -------------- | ------- | ---------------- |
| 1    | 4       | 4    | Kanako Watanabe           | Japão          | 2:23.29 | Q                |
| 2    | 4       | 3    | Micah Lawrence            | Estados Unidos | 2:23.32 | Q                |
| 3    | 4       | 7    | Hrafnhildur Lúthersdóttir | Islândia       | 2:23.54 | Q,               |
| 4    | 3       | 1    | Fanny Lecluyse            | Bélgica        | 2:23.77 | Q,               |
| 5    | 5       | 3    | Viktoriya Zeynep Gunes    | Turquia        | 2:23.81 | Q                |
| 6    | 5       | 4    | Rikke Møller Pedersen     | Dinamarca      | 2:23.90 | Q                |
| 7    | 5       | 2    | Jessica Vall              | Espanha        | 2:23.97 | Q                |
| 8    | 4       | 6    | Vitalina Simonova         | Rússia         | 2:23.99 | Q                |
| 9    | 4       | 5    | Taylor McKeown            | Austrália      | 2:24.02 | Q                |
| 10   | 5       | 5    | Shi Jinglin               | China          | 2:24.09 | Q                |
| 11   | 3       | 3    | Kierra Smith              | Canadá         | 2:24.12 | Q                |
| 12   | 5       | 6    | Tessa Wallace             | Austrália      | 2:24.88 | Q                |
| 13   | 5       | 7    | Marina García Urzainqui   | Espanha        | 2:25.32 | Q                |
| 14   | 5       | 8    | Vanessa Grimberg          | Alemanha       | 2:25.74 | Q                |
| 15   | 3       | 4    | Rie Kaneto                | Japão          | 2:25.75 | Q                |
| 16   | 5       | 1    | Jenna Laukkanen           | Finlândia      | 2:25.91 | Q,               |
| 17   | 3       | 5    | Yuliya Yefimova           | Rússia         | 2:26.11 |                  |
| 18   | 3       | 6    | Molly Renshaw             | Reino Unido    | 2:26.32 |                  |
| 19   | 4       | 2    | Breeja Larson             | Estados Unidos | 2:26.38 |                  |
| 20   | 3       | 7    | Ilaria Scarcella          | Itália         | 2:26.40 |                  |
| 21   | 3       | 2    | Martha McCabe             | Canadá         | 2:26.51 |                  |
| 22   | 5       | 0    | Martina Moravčíková       | Chéquia        | 2:28.41 |                  |
| 23   | 4       | 1    | Zhang Xinyu               | China          | 2:28.57 |                  |
| 24   | 3       | 9    | Tanja Šmid                | Eslovênia      | 2:28.64 |                  |
| 25   | 3       | 8    | Yang Ji-won               | Coreia do Sul  | 2:29.24 |                  |
| 26   | 4       | 9    | Julia Sebastian           | Argentina      | 2:29.28 |                  |
| 26   | 5       | 9    | Anna Sztankovics          | Hungria        | 2:29.28 |                  |
| 28   | 2       | 7    | Ana Radić                 | Croácia        | 2:29.71 |                  |
| 29   | 3       | 0    | Fiona Doyle               | Irlanda        | 2:29.77 | Recorde nacional |
| 30   | 1       | 6    | Daniela Carrillo          | México         | 2:30.65 |                  |

| Ver o restante da classificação | Ver o restante da classificação | Ver o restante da classificação | Ver o restante da classificação | Ver o restante da classificação | Ver o restante da classificação | Ver o restante da classificação |
| Pos.                            | Bateria                         | Raia                            | Nadadora                        | Nacionalidade                   | Tempo                           | Notas                           |
| ------------------------------- | ------------------------------- | ------------------------------- | ------------------------------- | ------------------------------- | ------------------------------- | ------------------------------- |
| 31                              | 2                               | 8                               | Maria Romanjuk                  | Estónia                         | 2:31.37                         | Recorde nacional                |
| 32                              | 2                               | 5                               | Raminta Dvariškytė              | Lituânia                        | 2:31.74                         |                                 |
| 33                              | 4                               | 0                               | Jung Seul-ki                    | Coreia do Sul                   | 2:31.85                         |                                 |
| 34                              | 2                               | 0                               | Mercedes Toledo                 | Venezuela                       | 2:32.69                         | Recorde nacional                |
| 35                              | 2                               | 3                               | Victoria Kaminskaya             | Portugal                        | 2:33.73                         |                                 |
| 36                              | 1                               | 3                               | Samantha Yeo                    | Singapura                       | 2:33.85                         |                                 |
| 37                              | 2                               | 2                               | Aļona Ribakova                  | Letônia                         | 2:34.69                         |                                 |
| 38                              | 2                               | 6                               | Phiangkhwan Pawapotako          | Tailândia                       | 2:34.77                         |                                 |
| 39                              | 1                               | 5                               | Daniela Lindemeier              | Namíbia                         | 2:35.17                         |                                 |
| 40                              | 2                               | 1                               | Jovana Bogdanović               | Sérvia                          | 2:35.88                         |                                 |
| 41                              | 4                               | 8                               | Anastasiya Malyavina            | Ucrânia                         | 2:36.49                         |                                 |
| 42                              | 2                               | 4                               | Dariya Talanova                 | Quirguistão                     | 2:37.04                         |                                 |
| 43                              | 1                               | 4                               | Lin Pei-wun                     | Taipé Chinesa                   | 2:39.19                         |                                 |
| 44                              | 1                               | 2                               | Mihaela Bat                     | Moldávia                        | 2:40.57                         |                                 |
| 45                              | 2                               | 9                               | Sin Jin-hui                     | Coreia do Norte                 | 2:41.41                         |                                 |
| 46                              | 1                               | 0                               | Tilka Paljk                     | Zâmbia                          | 2:55.98                         |                                 |
| 47                              | 1                               | 1                               | Pilar Shimizu                   | Guam                            | 2:56.47                         |                                 |
| 48                              | 1                               | 8                               | Anum Bandey                     | Paquistão                       | 2:58.10                         |                                 |
| 49                              | 1                               | 7                               | Nooran Ba Matraf                | Iêmen                           | 3:07.78                         |                                 |
| 50                              | 1                               | 9                               | Sajina Aishath                  | Maldivas                        | 3:16.50                         |                                 |

### Semifinal
Esses foram os resultados das semifinais.
Semifinal 1
| Pos. | Raia | Nadadora              | Nacionalidade  | Tempo   | Notas |
| ---- | ---- | --------------------- | -------------- | ------- | ----- |
| 1    | 3    | Rikke Møller Pedersen | Dinamarca      | 2:21.99 | Q     |
| 2    | 4    | Micah Lawrence        | Estados Unidos | 2:22.04 | Q     |
| 3    | 6    | Vitalina Simonova     | Rússia         | 2:22.72 | Q     |
| 4    | 2    | Shi Jinglin           | China          | 2:23.06 | DES   |
| 5    | 5    | Fanny Lecluyse        | Bélgica        | 2:23.83 |       |
| 6    | 7    | Tessa Wallace         | Austrália      | 2:24.68 |       |
| 7    | 1    | Vanessa Grimberg      | Alemanha       | 2:25.36 |       |
| 8    | 8    | Jenna Laukkanen       | Finlândia      | 2:25.45 | '     |

Semifinal 2
| Pos. | Raia | Nadadora                  | Nacionalidade | Tempo   | Notas |
| ---- | ---- | ------------------------- | ------------- | ------- | ----- |
| 1    | 4    | Kanako Watanabe           | Japão         | 2:22.15 | Q     |
| 2    | 7    | Kierra Smith              | Canadá        | 2:22.82 | Q     |
| 3    | 8    | Rie Kaneto                | Japão         | 2:22.88 | Q     |
| 4    | 6    | Jessica Vall              | Espanha       | 2:22.90 | Q     |
| 5    | 5    | Hrafnhildur Lúthersdóttir | Islândia      | 2:23.06 | DES,  |
| 6    | 3    | Viktoriya Zeynep Gunes    | Turquia       | 2:24.01 |       |
| 7    | 2    | Taylor McKeown            | Austrália     | 2:24.41 |       |
| 8    | 1    | Marina García Urzainqui   | Espanha       | 2:25.52 |       |

Desempate
Shi Jinglin e Hrafnhildur Lúthersdóttir disputaram uma prova extra para definir o ultimo classificado á final.
Semifinal 1
| Pos. | Raia | Nadadora                  | Nacionalidade | Tempo   | Notas |
| ---- | ---- | ------------------------- | ------------- | ------- | ----- |
| 1    | 4    | Shi Jinglin               | China         | 2:23.75 | Q     |
| 2    | 5    | Hrafnhildur Lúthersdóttir | Islândia      | 2:25.11 |       |

### Final
Esse foi o resultado da final.
| Pos.              | Raia | Nadadora              | Nacionalidade  | Tempo   | Notas |
| ----------------- | ---- | --------------------- | -------------- | ------- | ----- |
| Medalha de ouro   | 3    | Kanako Watanabe       | Japão          | 2:21.15 |       |
| Medalha de prata  | 5    | Micah Lawrence        | Estados Unidos | 2:22.44 |       |
| Medalha de bronze | 1    | Jessica Vall          | Espanha        | 2:22.76 |       |
| Medalha de bronze | 4    | Rikke Møller Pedersen | Dinamarca      | 2:22.76 |       |
| Medalha de bronze | 8    | Shi Jinglin           | China          | 2:22.76 |       |
| 6                 | 7    | Rie Kaneto            | Japão          | 2:23.19 |       |
| 7                 | 6    | Vitalina Simonova     | Rússia         | 2:23.59 |       |
| 8                 | 2    | Kierra Smith          | Canadá         | 2:23.61 |       |

Legenda
| Recorde mundial       | Recorde mundial (World record)               |                       | Recorde africano                      | Recorde africano (African) |                                           | Q | Classificado por posição (Qualified) |
| Recorde do campeonato | Recorde do campeonato (Championship record)  | Recorde da América    | Recorde da América (Americas)         | q                          | Classificado por melhor tempo (Qualified) |   |                                      |
| Melhor marca do ano   | Melhor marca do ano (World leading)          | Recorde asiático      | Recorde asiático (Asian)              | DNS                        | Não largou (Did not start)                |   |                                      |
| Recorde nacional      | Recorde nacional (National record)           | Recorde europeu       | Recorde europeu (European)            | DNF                        | Não terminou (Did not finish)             |   |                                      |
| Recorde pessoal       | Recorde pessoal do atleta (Personal best)    | Recorde da Oceania    | Recorde da Oceania (Oceania)          | DSQ / DQ                   | Desclassificado (Disqualified)            |   |                                      |
| Recorde da temporada  | Recorde da temporada do atleta (Season best) | Recorde sul-americano | Recorde sul-americano (South America) | NM                         | Sem marca (No mark)                       |   |                                      |